# کف کاذب

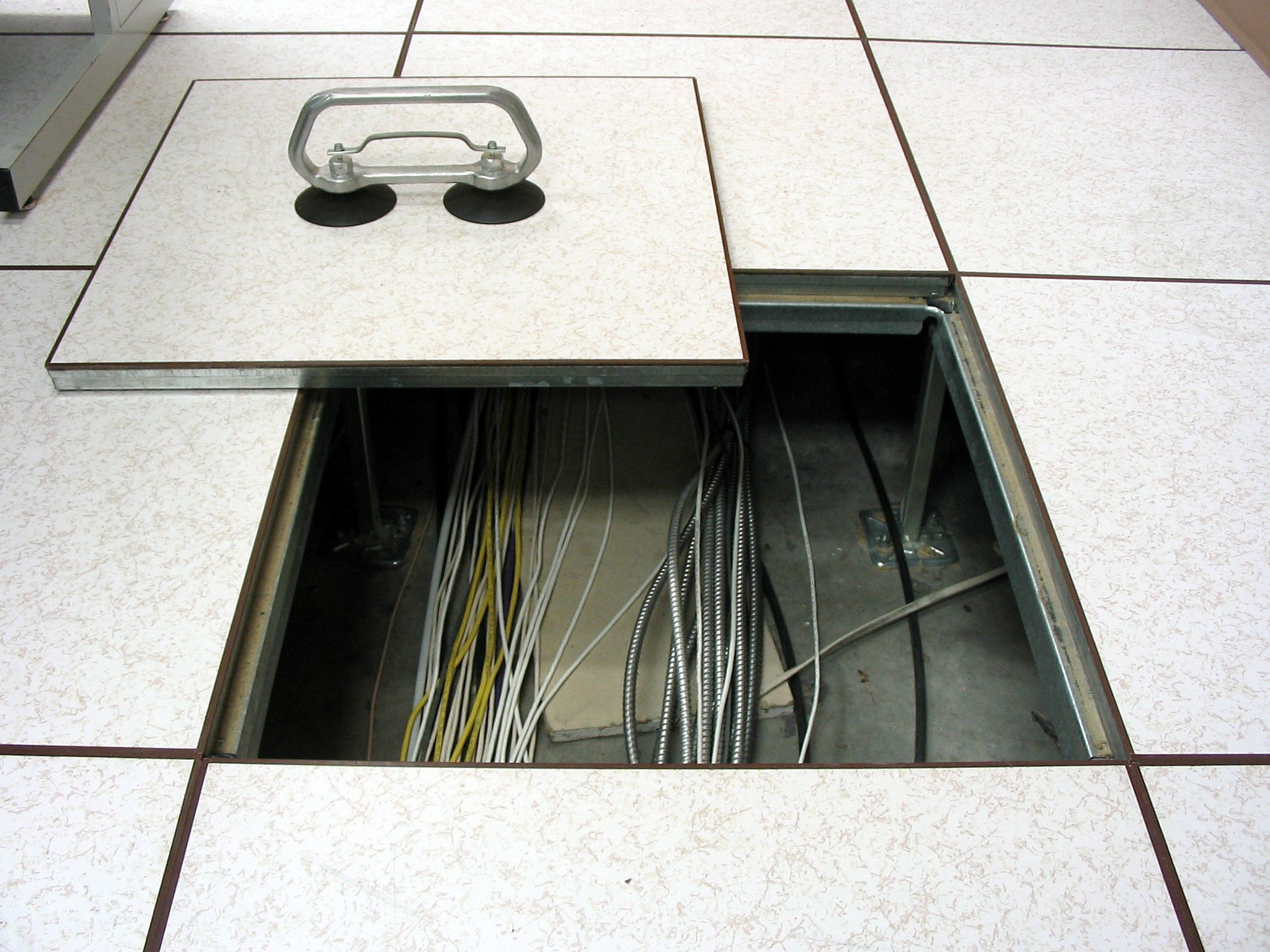
کف کاذب

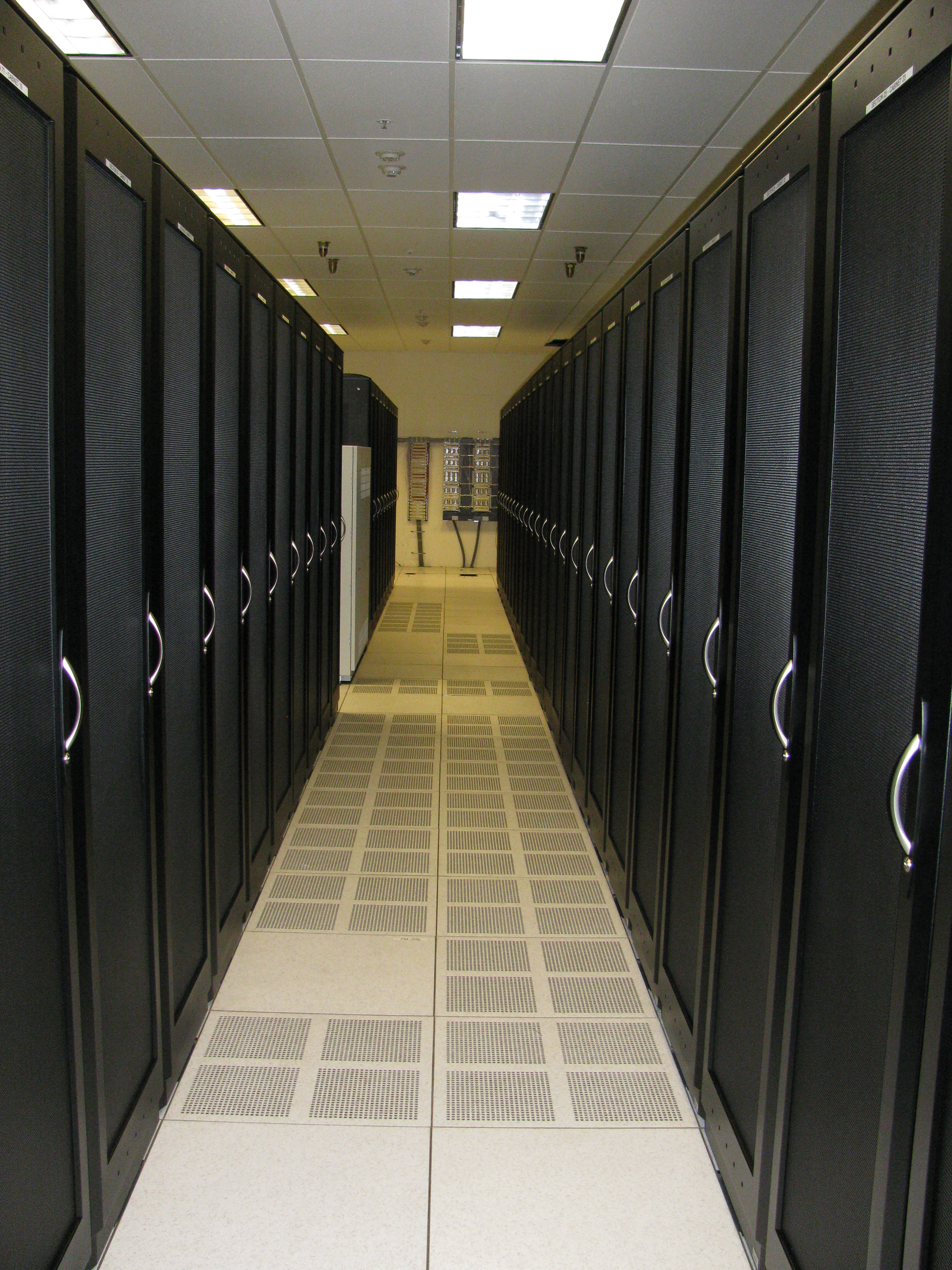
کف کاذب اتاق سرور

کف کاذب یا کف دسترسی یا (Raised Floor) یک کف بالاتر از سطح یک کف دیگر است که برای ایجاد فضای خدماتی برای عبور تأسیسات مکانیکی و الکتریکی ایجاد می‌شود. کف کاذب به صورت گسترده در ساختمان‌های اداری مدرن و در حوزه‌های تخصصی مانند اتاق سرور، مراکز داده و اتاق‌های کامپیوتر، که در آن نیاز به مسیر خدمات مکانیکی و کابل‌ها، سیم‌کشی و تأمین برق وجود دارد، استفاده می‌شود. کف کاذب را می‌توان در ارتفاع‌های مختلف از ۳۰ سانتی‌متر تا ۱٫۲ متر نسبت به خدمات مورد نیاز، نصب کرد به نحوی که دسترسی به بخش پایین ممکن است از بالا باشد یا حتی ارتفاع به حدی زیاد باشد که که فرد بتواند سینه‌خیز یا به صورت ایستاده در پایین تأسیسات را بررسی و تعمیر و نگهداری کند.

## اجزاء تشکیل دهنده کف کاذب
هر کف کاذب استاندارد از سه بخش مهم زیر تشکیل شده‌است:
1. تایل(پوشش دهنده سطح رویی سازه سیستم کف کاذب)
2. پایه(ایجاد کننده تفاوت سطح)
3. استیرینگر(ایجاد کننده اتصال مابین پایه های کف کاذب برای استحکام بیشتر)

- تایل‌ها می‌توانند از مواد مختلفی مانند: فولاد، چوب، آلومینیومی، سنگ، شیشه و … تشکیل شوند. نکته مهم در مرود تایل کف کاذب روکش نهایی آنهاست که عموماً از PVC یا HPL می‌باشند.
- پایه‌ها عمدتاً از فولاد گالوانیزه شده می‌باشند البته در برخی موارد از پایه‌های پلیمری نیز استفاده می‌شود.
- استرینگرها نیز ار قوطی‌های فولادی گالوانیزه شده تشکیل شده‌اند.

## کاربردهای کف کاذب
اتاق‌های سرور، دیتاسنتر، اتاق‌های برق، آزمایشگاه‌ها، اتاق‌های مانیتورینگ بیشترین مکان‌هایی هستند که از کف کاذب استفاده می‌شود.